# Староянбеково
Староянбе́ково (рос. Староянбеково, башк. Иҫке Йәнбәк) — присілок у складі Кармаскалинського району Башкортостану, Росія. Входить до складу Адзітаровської сільської ради.
Населення — 92 особи (2010; 99 в 2002).
Національний склад:
- башкири — 99 %